# Hakainde Hichilema
Hakainde Hichilema (* 4. června 1962 Hachipona) je zambijský podnikatel a politik, zvolený v roce 2021 prezidentem země.
Pochází z etnika Tongů a vyrůstal jako pastevec na venkově v Jižní provincii. Vystudoval ekonomii, bakalářský titul získal na Zambijské univerzitě a magisterský na Univerzitě v Birminghamu. Pracoval jako manažer ve firmách PricewaterhouseCoopers a Grant Thornton International. Provozuje také vlastní ranč a patří k nejbohatším občanům Zambie. Hlásí se k církvi Adventistů sedmého dne. Je ženatý a má tři děti.
Vstoupil do strany United Party for National Development a stal se předním kritikem korupce a zneužívání moci. V roce 2006 se stal předsedou strany a kandidátem liberální koalice v prezidentských volbách roku 2006, kde skončil se ziskem 25,32 % na třetím místě. Na hlavu státu kandidoval také v letech 2008, 2011, 2015 a 2016. Ve volbách 2015 a 2016 ho těsně porazil kandidát vládní strany Edgar Lungu, Hichilema pak obvinil vítěze ze zmanipulování voleb. V dubnu 2017 nedal ve svém automobilu přednost prezidentově koloně, což bylo označeno za pokus o atentát. Hichilema byl zatčen, zbit policisty a uvězněn za vlastizradu. Po čtyřech měsících byl propuštěn, když se za něj přimluvila řada politiků, např. Kofi Annan nebo Patricia Scotlandová. Krátce na to mu Nadace Friedricha Naumanna udělila cenu pro bojovníky za svobodu.
Ve volbách zambijského prezidenta konaných 12. srpna 2021 Hichilema zvítězil, když získal 59 % hlasů, zatímco Lungu skončil s necelými 39 procenty na druhém místě. Hichilemova strana UPND se také stala nejsilnější frakcí v parlamentu. Prezidentovou prioritou je stabilizace ekonomiky a snížení státního dluhu, zavedl výrazné úspory vládních výdajů. V zahraniční politice chce ukončit dosavadní závislost na Číně a orientovat se spíše na západní země. Snahu o překonání etnických konfliktů projevil tím, že viceprezidentkou učinil Mutale Nalumangovou z kmene Bembů. Slíbil také legalizaci stejnopohlavních svazků. Rozsáhlé protesty náboženských organizací ho však od tohoto kroku odradily.   